# Вулиця Дмитра Чижевського (Київ)
Ву́лиця Дмитра́ Чиже́вського — вулиця у Святошинському районі міста Києві, житловий масив Микільська Борщагівка. Пролягає від вулиці Якуба Коласа до Жмеринської вулиці.

## Історія

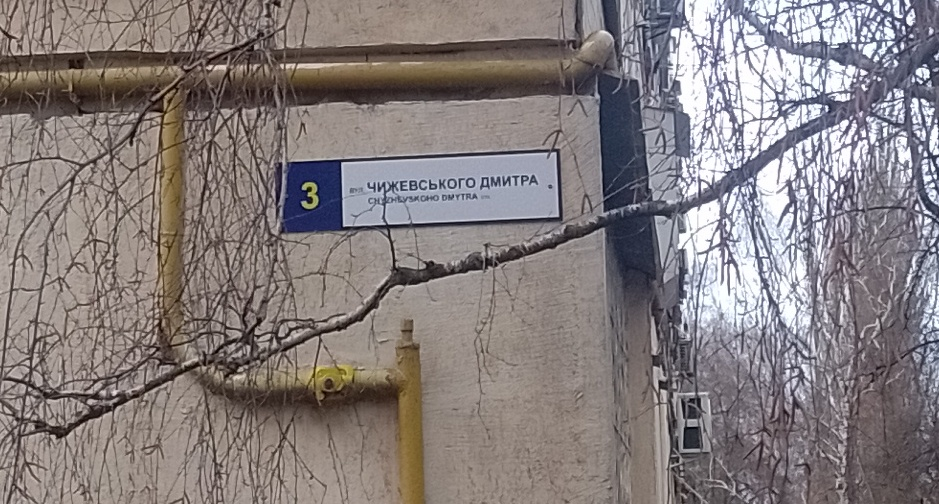
Табличка на будинку — вулиця Чижевського Дмитра, 3

Вулиця запроєктована у середині 60-х років ХХ століття під назвою Нова № 7. Називалася на честь російського філософа П. Я. Чаадаєва — з 1971 до 2022 року.
27 жовтня 2022 року Київська міська рада перейменувала вулицю на честь українського науковця-енциклопедиста, філософа й культуролога Дмитра Чижевського.

## Підприємства
Кондитерська компанія ТОВ «Київський БКК» (буд. № 7).

## Цікаві факти
З 1938 до 2024 року в Києві існувала ще одна вулиця Чаадаєва (нині Єлизавети Шахатуні) — на Микільській слобідці (Дніпровський район).